# Helenowo-Gadomiec
Helenowo-Gadomiec – przysiółek, część wsi Helenowo Nowe, położony w Polsce, w województwie mazowieckim, w powiecie przasnyskim, w gminie Przasnysz. 
Miejscowość wchodzi w skład sołectwa Helenowo Nowe.
W latach 1975–1998 miejscowość należała administracyjnie do województwa ostrołęckiego.